# Мечеть в Смиловичах
Мечеть в Смиловичах (бел. Смілавіцкая мячэць) — мечеть в городском поселке Смиловичи Червенского района Минской области.

## История
Поселились татары в Смиловичах более 600 лет назад. Первая известная мечеть в местечке действовала в 80-х годах XIX века. В 1930 году была разрушена. Новая мечеть была построена и открыта в 1996 году усилиями Ибрагима Борисовича Конопацкого, выходца из Смиловичей, известного общественного и научного деятеля, бывшего заместителя муфтия мусульман Беларуси, а также образованного в 1994 году религиозного объединения мусульман Беларуси.
Здание построено из белого кирпича, венчающего купол с полумесяцем. На стенах мечети написаны цитаты из Корана на арабском языке, а пол храма застелен красными коврами, на которых сидят во время службы.
Современная татарская община в Смиловичах насчитывает более ста семей. В мечети есть уникальные китабы – книги, написанные арабской вязью, но на понятном местным татарам белорусском языке, созданные еще во времена Великого княжества Литовского.

## Имамы
- Руслан Абу Ахмад[6].